# Каранак
Каранак (фр. Carennac) насеље је и општина у јужној Француској у региону Миди Пирене, у департману Лот која припада префектури Гурдон.
По подацима из 2011. године у општини је живело 397 становника, а густина насељености је износила 20,89 становника/km². Општина се простире на површини од 19,00 km². Налази се на средњој надморској висини од 177 метара (максималној 340 m, а минималној 110 m).

## Демографија
| 1962. | 1968. | 1975. | 1982. | 1990. | 1999. | 2011. |
| ----- | ----- | ----- | ----- | ----- | ----- | ----- |
| 366   | 414   | 388   | 376   | 370   | 373   | 397   |

График промене броја становника у току последњих година